# Ratzeburger See
Der Ratzeburger See ist ein See im Südosten Schleswig-Holsteins im Naturpark Lauenburgische Seen.

## Geographie und Lage
Das Nordostufer grenzt an Mecklenburg-Vorpommern (Gemeinde Utecht) im Biosphärenreservat Schaalsee. Am westlichen Seeufer liegen die Gemeinden Groß Sarau, Pogeez und Buchholz. Gemeinsam mit dem Küchensee umschließt er die Inselstadt Ratzeburg. Zur Aufteilung des Seegebietes in den Großen Ratzeburger See, den Domsee sowie den Großen und Kleinen Küchensee kam es, als Dämme zwischen Seeufer und Dominsel aufgeschüttet wurden:
- Die historisch älteste Verbindung der Inselstadt mit dem Umland war der im Westen liegende „Lüneburger Damm“, der Ratzeburg mit der „Alten Salzstraße“ als bedeutender Handelsstraße verband;
- von 1842 bis 1847 wurde die Insel dann auch östlicherseits an das Umland angebunden durch die Errichtung des „Königsdamms“, der 1854 in Anwesenheit und zu Ehren des dänischen Königs Friedrich VII. in Ratzeburg offiziell diesen Namen erhielt;
- 1894 erfolgte dann die Errichtung eines weiteren Damms zwischen Insel und Ostufer, nämlich des für die Ratzeburger Kleinbahn errichteten  „Kleinbahndamms“, der ein wenig südlich des „Königsdamms“ liegt, und eine Verbindung nach Ziethen und Mustin herstellte; Schienenverkehr findet auf diesem Damm allerdings seit 1934 nicht mehr statt.

Durch diese drei Dämme wurde der Ratzeburger See in folgende einzelne Seen unterteilt:
- Der Große Küchensee liegt südlich von Lüneburger Damm, Insel und Kleinbahndamm und erstreckt sich bis Farchau;
- der Kleine Küchensee (von Seiten der Stadt Ratzeburg etwas wohlklingender auch als „Stadtsee“ bezeichnet, von Einheimischen dagegen wegen seiner überschaubaren Größe häufig „Spucknapf“ genannt) liegt zwischen den beiden östlichen Dämmen Königsdamm (im Norden) und Kleinbahndamm (im Süden);
- der Domsee liegt nördlich des Königsdamms und geht mit nordwestlicher Biegung in den Großen Ratzeburger See über; von diesem ist er nicht durch einen Damm abgetrennt, sondern durch eine etwas schmalere Passage zwischen der Domhalbinsel und dem Seeufer bei Römnitz, der sogenannten „Römnitzer Enge“;
- der Große Ratzeburger See geht dann im Norden bis nach Rothenhusen.

Da die Dämme passierbare Durchfahrten aufweisen, ist es möglich, mit entsprechenden (nicht allzu hohen) Booten alle vier Teile des Ratzeburger Sees zu befahren.

## Erreichbarkeit
Durch die Stadt Ratzeburg und als Lüneburger Damm und Königsdamm auch durch den See verläuft in West-Ost-Richtung die Bundesstraße 208 von Bad Oldesloe nach Gadebusch und Wismar. Unweit des Westufers verläuft parallel zum See die B 207 (Alte Salzstraße) von Lübeck nach Lüneburg, die etwa einen Kilometer nördlich von Rothenhusen, einer alten Lübecker Zollstation am Auslauf der Wakenitz aus dem See, von der Bundesautobahn 20 gekreuzt wird. In Rothenhusen legen die von Lübeck und Ratzeburg kommenden Ausflugsschiffe an. Neben der neuen Autobahnbrücke ist die im Jahre 2009 erneuerte Wakenitzbrücke bei Rothenhusen die einzige Straßenverbindung von Schleswig-Holstein nach Mecklenburg-Vorpommern zwischen Lübeck und Ratzeburg.

## Zuflüsse
In den Ratzeburger See entwässern die Bäk als Überlauf des Mechower Sees und der vom Salemer See kommende Schaalseekanal, der eines der wenigen Wasserkraftwerke in Schleswig-Holstein antreibt.

## Geomorphologie und Naturraum
Der fast zehn Kilometer lange, bis zwei Kilometer breite und maximal 24 Meter tiefe See ist ein weichseleiszeitlicher Gletscherzungensee, der heute über die Wakenitz und die Trave in die Ostsee entwässert. Im Hoch- und Spätglazial entwässerten die Schmelzwässer zunächst bei Farchau nach Süden und in einer späteren Phase bei Einhaus nach Westen zur Einhaus-Fredeburger-Rinne in Richtung Elbe-Urstromtal. In einer Seen-Typologie wird der Ratzeburger See als Typ 10 eingeordnet. Es handelt sich demnach um einen geschichteten, calciumreichen Tieflandsee mit relativ großem Einzugsgebiet, nennenswert über Grundwasser. 
Das steile Ufer des Sees ist dicht bewaldet. Am Ufer tritt an zahlreichen Stellen Wasser aus kleineren, von Erlen gesäumten Quellen aus. Auch findet man hier weite Flächen mit Riesen-Schachtelhalm.
Am Westufer des Sees sind Campingplätze, Badestellen und Stege eingestreut. Das Ostufer ist weitgehend naturbelassen und im Abschnitt zwischen Rothenhusen und Kalkhütte als Naturschutzgebiet „Ostufer des Großen Ratzeburger Sees“ ausgewiesen. Im Herbst und Winter dient der See Blässhuhn und Reiherente als Rastgebiet. Rohrdommel, Rohrweihe, Rohrschwirl und Drosselrohrsänger sind Brutarten am See, die auf der Roten Liste verzeichnet sind.

## Fischvorkommen
Der Ratzeburger See ist bekannt für die dort vorkommende Große Maräne, einen Speisefisch, der zu den Salmoniden zählt.

## Gewässergüte
Zwei Kläranlagen (der Stadt Ratzeburg und des Amtes Lauenburgische Seen) leiten ihre gereinigten Abwässer in den Ratzeburger See ein. Das Einzugsgebiet ist geprägt durch landwirtschaftliche Nutzflächen. Der Große Ratzeburger See hat die Trophiestufe meso- bis eutroph 1. Das Tiefenwasser weist ein Sauerstoffdefizit auf.
Das Land Schleswig-Holstein hatte für den Ratzeburger See im Jahr 2010 eine Badewarnung wegen des Befalls mit Zerkarien ausgesprochen. Zerkarien sind Saugwurmlarven, die beim Menschen allergische Hautreaktionen, die sogenannte Badedermatitis, hervorrufen können. Es wurde auf die Gefahr durch das Füttern von Wasservögeln hingewiesen, die Zwischenwirte für die Saugwurmlarven sind.

## Geschichte
Am nördlichen Ostufer des Sees verlief bis 1990 die Innerdeutsche Grenze. Er wurde mit Motorbooten als Operative Grenzschleuse für Agenten der DDR genutzt.